# Асс, Леонид Евгеньевич
Асс, Леонид Евгеньевич (1907—1980) — известный ленинградский архитектор.

## Биография
Леонид Евгеньевич Асс начал свою трудовую деятельность строителем и производителем работ на Урале. После окончания Высшего художественно-технического института (бывш. Академии художеств) в Ленинграде (1930) работал в мастерской Л. В. Руднева (1930—1933), затем у А. А. Оля, Е. А. Левинсона и И. И. Фомина. В предвоенные годы построил более 100 зданий: жилых домов, детских садов и школ (многие совместно с архитектором А. С. Гинцбергом). Участник Второй Мировой Войны (с 1941 по 1946), сначала — в ополчении, затем в артиллерийских частях. С 1946 г. работал в Ленпроекте, затем руководил Архитектурно-планировочным управлением. Много лет был главным архитектором Ленинградской области. В послевоенные годы много строил в Ленинграде и области: в Невском и Московском районах, на Малой Охте, в Автове.
Брат архитектора В. Е. Асса, дядя архитектора Е. В. Асса.

## Избранные проекты и постройки вЛенинграде
- Дом специалистов «Иностранный ударник» на Кронверкском проспекте, 37 (совместно с архитектором В. О. Мунцем, 1934-37)
- Школы в разных районах города, в том числе в Кронштадте, на Средней Рогатке, Бородинской улице, 11, на проспекте Энгельса, 38, в Сестрорецке, у мясокомбината